# Chaudes-Aigues
Chaudes-Aigues é uma comuna francesa na região administrativa de Auvérnia-Ródano-Alpes, no departamento de Cantal. Estende-se por uma área de 52,86 km². Em 2010 a comuna tinha 875 habitantes (densidade: 16,6 hab./km²).